# Ferdinand Cayeux
Ferdinand Cayeux (1864-1948) est un horticulteur et obtenteur français.
Depuis 1892, le nom de la famille Cayeux basée à Vitry-sur-Seine est étroitement lié à l'histoire des iris de jardin. Ferdinand Cayeux fut le créateur des premiers Iris de la famille qui depuis, a vu se succéder quatre générations d'horticulteurs.

## Biographie

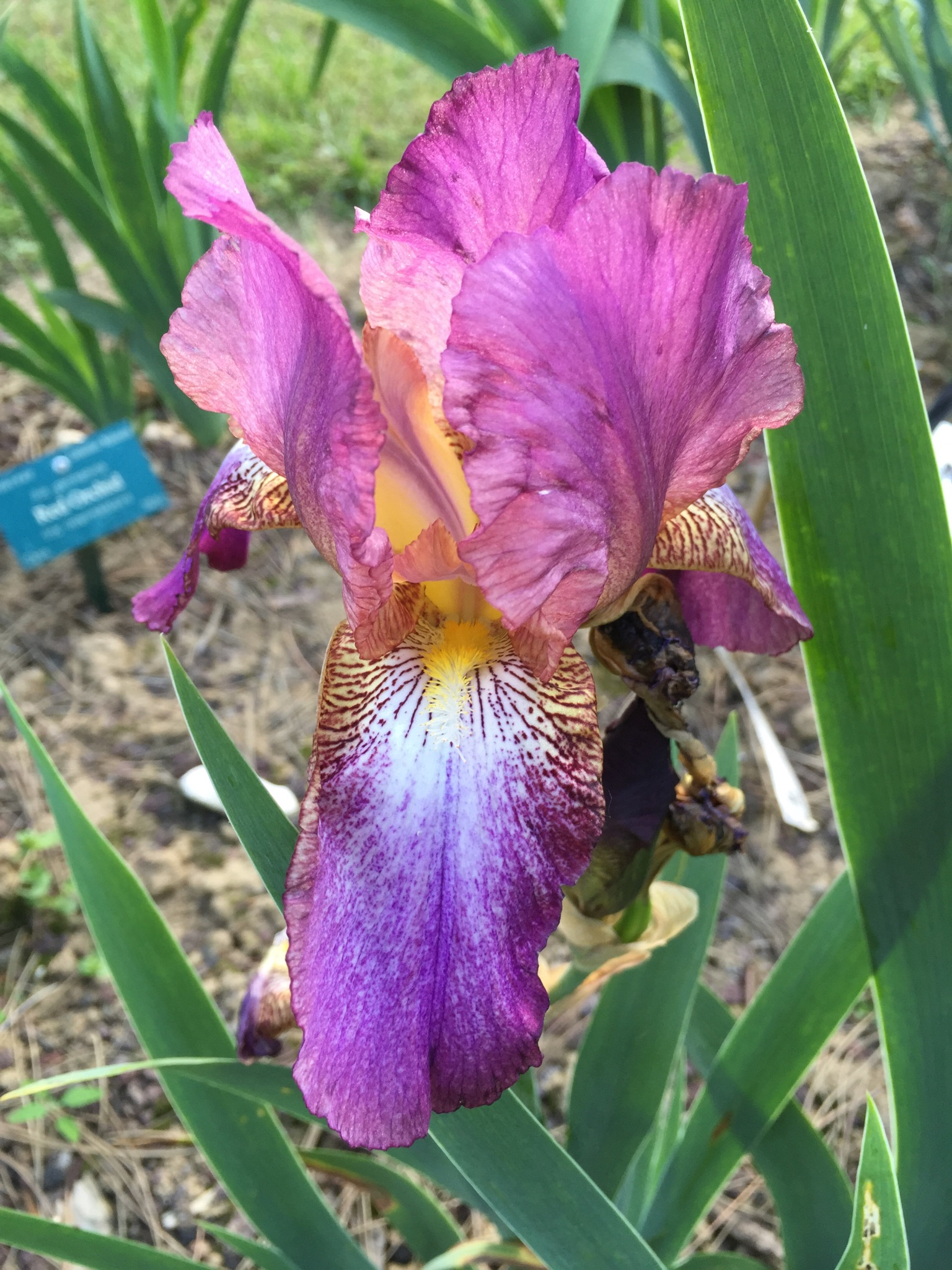
Iris 'Madame Louis Aureau' - Un des célèbres cultivars créés par Ferdinand Cayeux en 1934

Victor Cayeux, pépiniériste à Bouttencourt, envoie ses deux fils, Ferdinand (l'aîné) et Henri Cayeux, à l’École nationale supérieure d'horticulture de Versailles. Ferdinand en sort major en 1884 et son frère Henri, second. 
Ferdinand travaille quelque temps pour les pépinières de Charles Baltet, puis en 1888 il travaille quai de la Mégisserie à Paris pour les pépinières Forgeot qu'il rachète avec son ami Léon Le Clerc en 1897. L'entreprise est alors rebaptisée « Cayeux et Le Clerc » et part s'installer au Petit Vitry (l'actuel Vitry-sur-Seine) où il devient voisin de Vilmorin-Andrieux et Cie.
Ferdinand Cayeux se lance rapidement dans la création de nouvelles variétés de plantes tous azimuts : petits pois, haricots, dahlias, cannas, roses... et bien sûr iris.
En 1900, Ferdinand Cayeux est juge à l'Exposition universelle pour les productions florales.
Le premier iris Cayeux intègre le catalogue de la maison « Cayeux et Le Clerc » en 1906, il sera suivi de plus de 400 variétés nouvelles durant les trente années suivantes. À partir de 1908, Cayeux fait de 300 à 500 croisements chaque année, mais la Première Guerre mondiale interrompt ses travaux. Il les reprend à partir de 1920 et développe la pépinière qui comptera plus de cent collaborateurs en 1925. De 1928 à 1938, dix médailles de Dykes sont décernées à Ferdinand Cayeux, en reconnaissance de son très grand talent d'hybrideur. 
En 1909, il obtient l'ordre du mérite agricole et deviendra en décembre 1935 vice-Président honoraire de la Société Nationale d'Horticulture de France.
L'influence de Ferdinand Cayeux sur les iris de jardin a été majeure. De très nombreux iris modernes sont les descendants de variétés créées par Cayeux.

## Quelques cultivars d'iris célèbres

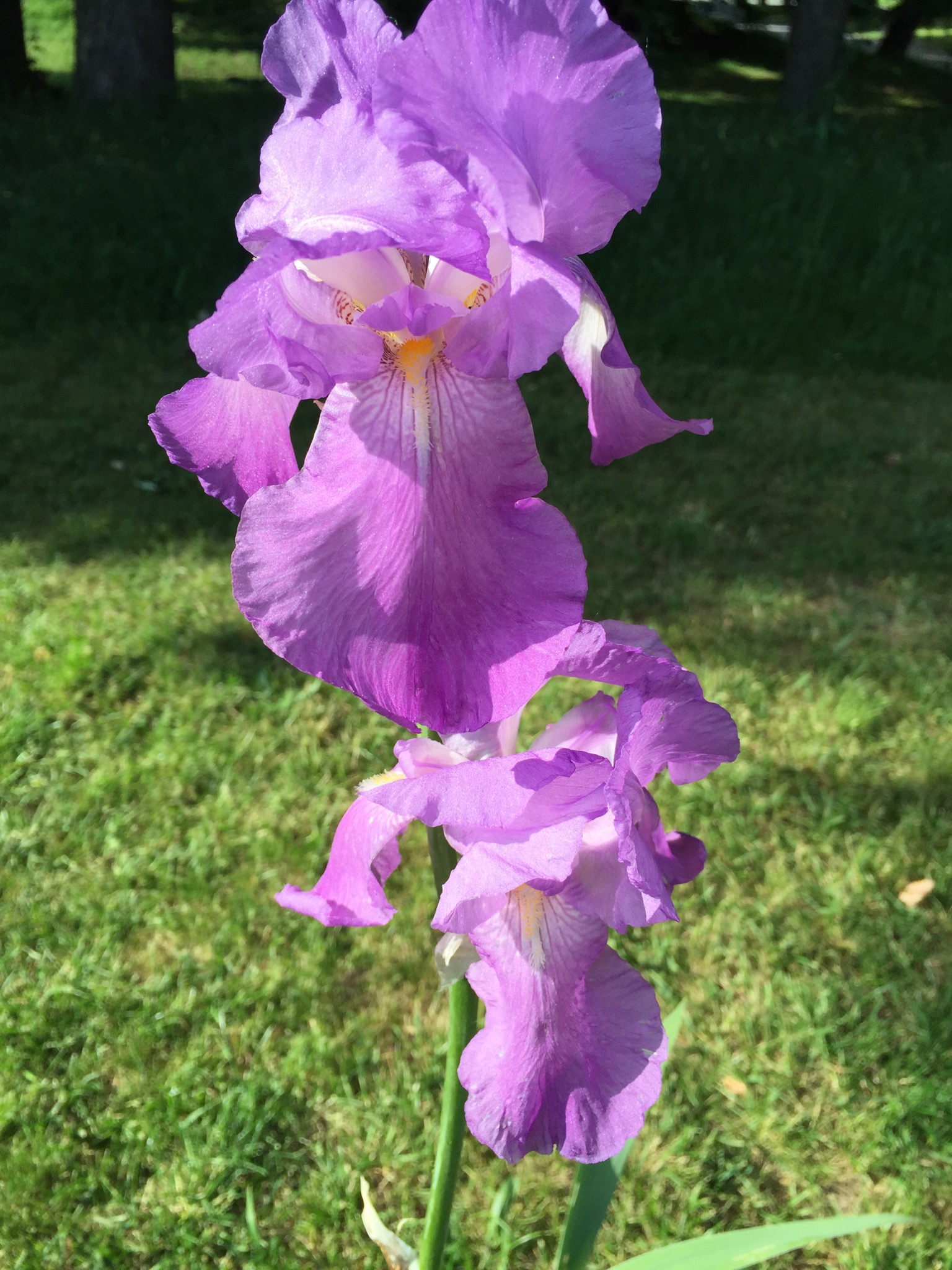
Iris 'Thaïs' (Cayeux - 1926)

- 'Ma Mie' (1906) : un des rares premiers iris de Cayeux à ne pas avoir disparu aujourd'hui.
- 'Madame Henri Cayeux' (1924)
- 'Sensation' (1925)
- 'Ensorceleur' (1926), l'ancêtre de très nombreux plicatas.
- 'Thaïs' (1926)
- 'Francheville' (1927)
- 'Cydalise' (1930, le premier tétraploïde jaune
- 'Jean Cayeux' (1931)
- 'Madame Louis Aureau' (1934)
- 'Madame Maurice Lassailly' (1935), l'ancêtre de nombreux neglecta.
- 'Pluie d'Or' (1928)

## Descendance
René Cayeux(1896-1970), fils de Ferdinand, ne crée pas de nouveaux iris; en effet la Seconde Guerre mondiale implique de se concentrer sur les graines potagères, grande spécialité de l’entreprise Cayeux et Le Clerc; quoi qu’il en soit, il a la sagesse de conserver et multiplier la collection de son père.
En 1960, Jean, fils de René, décide d’installer les cultures d’iris à Poilly-lez-Gien et d’intensifier son programme de créations de nouvelles variétés pour redonner à la France ses lettres de noblesse en la matière. En vingt ans, les champs d’iris passent de 1 500 mètres carrés à 15 hectares, soit cent fois plus, ainsi les iris Cayeux renouent avec le succès.
Aujourd'hui, plus de mille variétés sont cultivées dans le Loiret par Richard Cayeux et les cultures occupent plus de 20 hectares.